# Вардзија
Вардзија (груз. ვარძია) је спиљски манастир у јужној Грузији, ископан на падинама планине Ерушети на левој обали реке Кура, тридесетак километара од Аспиндзе. Главни период изградње била је друга половина дванаестог века. Пећине се протежу дуж стене на пет стотина метара, а до 19 слојева. Главна атракција је Црква успења пресвете Богородице са прекрасним тремом, велика дворана са бачвастим сводом, апсиде и нартекс. Локалитет је у великој мери напуштен након доласка Османлија у шеснаестом веку. Сада је део државне културне баштине, а са ширим подручјем Вардзија — Хертвиси кандидован је за УНЕСЦО-ов попис светске баштине.
Градитељ Вардзија био је Гиорги III, а планиран је да буде гранична тврђава против Турака и Персијанаца. Његова ћерка Тамара, довршила је изградњу и претворила га у манастир. Током војног сукоба са Селџуцима (1193-1195) живела је са својом пратњом у Вардзији.